# エル・ファンタズモ
エル・ファンタズモ（El Phantasmo、1986年10月24日 - ）は、カナダの男性プロレスラー。
本名、ライリー・ヴィジェ（Riley Vigier）、バンクーバー出身。
2017年からRPW、2019年から新日本プロレスを中心に活動している。

## 来歴

### Extreme Canadian Championship Wrestling（2005年 - 2017年）
2005年10月のハロウィーンヘルで、 エクストリームカナダ選手権レスリング （ECCW）のバトルロイヤルでデビュー。
Haloとタッグチームを結成し、2007年3月3日、バンクーバーで行われたテーブル、ラダー、チェアー形式の試合でModels, Inc.を破った後、 NWA / ECCWタグチームチャンピオンシップの第1位候補となり、バンクーバーで5月5日にチルタウンとの別のTLCマッチで最終的にタイトルを獲得しました。 タイトル防衛戦を1回成功させた後、7月27日にサリーで行われた6人のタッグマッチでGreatness on Demandのタイトルを失う。
2013年7月6日に最初のECCWチャンピオンシップを獲得。
2014年1月18日、ラダーマッチのボールルームブロール1で「Ravenous」ランディマイヤーズに優勝。  
2016年1月16日、Ballroom Brawl 5でスチールケージの試合でScotty Macを破ってECCWチャンピオンシップを2度獲得。 
2017年1月14日にBallroom Brawl 7でカイルオライリーにタイトルを失う。2017年のECCWでの最後の試合は、2017年5月27日にカナダ選手権で行われ、アンディバードに敗北。

### RPW（2017年 - 現在）
2017年6月4日、デビッド・スター戦でRPWに初参戦。
2018年9月に行われたブリティッシュJカップに出場。16人のトーナメントを勝ち抜き、優勝した。
2019年5月19日、ラダーマッチで行われたRPWブリティッシュクルーザー級王座選手権でデビッド・スターに勝利し、第19代王者となる。
2020年2月14日、ヨークホールで行われたRPWブリティッシュクルーザー級王座選手権でマイケル・オクに敗れ王座を陥落する。

### 新日本プロレス（2019年 - 現在）

#### BULLET CLUB加入
2019年3月、BULLET CLUBの新メンバー登場を示唆する映像が公開され、新日本プロレスの各会場でも放映される。
5月4日、福岡国際センター大会で、「X」と発表されていた新メンバーはファンタズモであると発表される。また、同日行われたタッグマッチではウィル・オスプレイからピンフォールを奪う。
5月13日から行われたBEST OF THE SUPER Jr.26に初出場し、Bブロックにエントリー。6勝3敗の戦績を収め、Bブロック3位となった。
6月16日、メインでIWGPジュニアタッグ選手権試合として、王者のROPPONGI 3K（SHO&YOH）に石森太二&エル・ファンタズモ組で挑戦。タッグではRPG 3Kに一日の長があるものの、BULLETコンビもインサイドワークを駆使して王者組を崩しにかかる。終盤、石森太二&エル・ファンタズモ組はダーティーファイトを解禁。ファンタズモがYOHに急所攻撃を見舞うと、石森がサイファーウタキ。そして最後はファンタズモがCR IIでYOHを沈め、新チャンピオンとなる。
8月23、24，25日の3連戦で行われたSUPER J-CUP2019でトーナメントを勝ち抜き、決勝でドラゴン・リーを破り初優勝。試合後のマイクでオスプレイの持つIWGPジュニアヘビー級王座への挑戦を表明した。
9月16日、第8試合でザ・バーズ・オブ・プレイ（ウィル・オスプレイ&ロビー・イーグルス）と防衛戦。8.31イギリスでノンタイトル戦ながら石森&ファンタズモ組を下しているザ・バーズ・オブ・プレイは、高度な連携技、華麗なハイフライムーブでBULLET攻略を図るが、王者組も巧みなインサイドワークで応戦し、最後は孤立したイーグルスを、石森のブラディークロスからファンタズモのCR IIで撃沈。IWGPジュニアタッグ王座初防衛に成功した。
10月14日、IWGPジュニアヘビー級選手権試合でオスプレイと対戦。序盤はクリーンファイトを展開していたが途中でダーティーファイトを解禁。途中で石森が乱入するも、イーグルスに排除されるなど終盤まで攻守が激しく入れ替わった熱闘だったが最後はオスプレイのヒドゥンブレードからのストームブレイカーで敗北した。
10月16日から開催されたSUPER Jr. TAG LEAGUE 2019に石森太二をパートナーとして参戦。石森太二&エル・ファンタズモ組、RPG 3K、エル・デスペラード・金丸義信組の3チームが5勝2敗で公式戦を終了したが、直接対決の勝利により1位は鈴木軍タッグ、2位はRPG 3Kと決定した為、優勝決定戦には進めなかった。
11月3日、SUPER Jr. TAG LEAGUE優勝決定戦に勝利したRPG 3Kを石森と共に襲撃し、優勝トロフィーを強奪した。
2020年1月5日、東京ドーム大会にてSUPER Jr. TAG LEAGUE 2019優勝チームのRPG 3KとのIWGPジュニアタッグ選手権試合で敗北し、王座陥落。
2021年5月6日、インパクト・レスリングに初参戦しVsKとシングルマッチを行い最後はスーパーキックで勝利した。
11月13日、後楽園ホールから始まったBEST OF THE SUPER Jr.28の出場選手としてシリーズ参戦。6勝5敗でシリーズを終える。
2022年1月5日、東京ドーム大会で石森と共にタイガーマスク、ロビー・イーグルス組の持つIWGPジュニアタッグ選手権試合に3 WAYマッチ（もう一組は田口隆祐、ロッキー・ロメロ組）で挑戦するも、試合中に靴の中に鉛を入れていた事がバレてしまい、石森共々失格となる。
5月15日〜6月3日に開催されたBEST OF THE SUPER Jr.29に出場。6勝2敗の首位タイで公式戦を終了したが直接対決でエル・デスペラードに敗れたため、優勝決定戦進出はならなかった。ヘビー級に転向し7月16日〜8月18日に開催されるG1 CLIMAX 32に出場。3勝3敗でシリーズを終えるが最終日の鷹木戦ではCR IIIを繰り出しファイナルトーナメント進出を阻止した。この後、鷹木信悟との因縁が生まれ、「俺こそがお前のDADDY（パパ）だ。」と挑発した。
10月10日の両国大会で鷹木が持つKOPWを懸けて「試合後、敗者はリング上にてマイクで『アナタがダディです』と勝者に言わなければならない」という「Who's Your Daddy Match」が行われた。ファンタズモは試合に敗れ、「信悟がダディだ」と言わされたが、一瞬の隙をついて鷹木にローブローを見舞い、トロフィーをフットスタンプで破壊した。

#### BULLET CLUB追放 - G.o.D加入
2023年3月より、ジェイ・ホワイトに代わってBULLET CLUBのリーダーとなったデビッド・フィンレーに反発する様子が増加する。同年4月8日両国大会での6人タッグの試合後、NEVER無差別級王座を保持していたタマ・トンガに暴行を加えていたフィンレーを止めに入った際に乱闘騒ぎとなり、フィンレー側に加担したKENTAと石森の裏切りから最後はフィンレーにシレイリで殴打されBULLET CLUB追放となった。
そこから何の音沙汰もなかったが、2023年5月3日の福岡大会で行われたNEVER無差別級選手権試合後に乱入して、勝利したフィンレーに挑戦をアピールする。同年6月4日の大阪大会でファンタズモは入場曲を変え、装いも新たにして初めて無差別級のベルトに挑戦するが、最後はパワーボムからのINTO OBLIVIONで敗北した。
その後、特定のユニットに所属しない状態で参戦したG1 CLIMAX33では、オカダ・カズチカやウィル・オスプレイ等の強豪がいるBブロックで奮闘したが、最終戦でオスプレイに敗戦した結果、3勝4敗で予選落ちとなった。その試合後、バックステージにてタマとタンガ・ロアより勧誘を受け、『G1 CLIMAX 33』最終戦の8月13日両国国技館大会にて正式にゲリラズ・オブ・デスティニー（G.o.D） へ加入した。
G.o.D加入後はヒクレオとタッグを組む機会が増え、2023年10月9日の両国国技館大会にて、アレックス・コグリン＆ゲイブ・キッド組を破って第6代STRONG無差別級タッグ王座となる。同年のWORLD TAG LEAGUEではBブロックを1位通過し、決勝戦まで勝ち進むものの、後藤洋央紀＆YOSHI-HASHI組（以下、毘沙門）に敗れて準優勝に終わる。しかし、予選時に毘沙門を下した経緯から再戦要求を受け、翌2024年1月4日の東京ドーム大会にて互いが保持するタッグ王座を賭けた2冠戦に臨み、毘沙門を下して第100代IWGPタッグ王座を戴冠して2冠王に輝く。
2024年10月、検査で癌が発症していることが分かり長期欠場となる。
12月22日の後楽園ホール大会に登場し「癌は克服された」とし明日の試合で復帰することを宣言した。

## 得意技

### フィニッシュ・ホールド
CR II
現在のフィニッシャー。
名称はCanadian Revolution II（カナディアン・レボリューション2）の略。
相手の頭を自身の股の間に挟み、相手が受け身が取れないように、相手の両腕を胴体背面でロックさせた状態でドリル・ア・ホール・パイルドライバーの体勢で相手を持ち上げてさらに受け身が取れないように前方に叩きつける変形フェイス・バスター。オリジナルはミラノコレクションA.T.のIR II（イタリアン・レボリューション2）。
CR Ⅲ
2022年8月16日日本武道館で行われたG1クライマックス32公式戦最終日の対鷹木信悟戦において初公開したCRⅡの派生技で、CRⅡと同じ要領で抱え上げた後にシットダウンして放つ腕極め式変形パイルドライバー。
この技で鷹木信悟を沈め彼のファイナルトーナメント進出を阻止した。
鷹木戦以降は使用されず、封印状態であったが、2025年7月20日のKONOSUKE TAKESHITA戦で解禁し、TAKESHITA相手にシングル初勝利を挙げた。
スピニングネックブリーカードロップ
変型ネックブリーカードロップ。
相手の片腕を首に巻き付けるようにし、その状態からアルゼンチン・バックブリーカーの体勢で持ち上げ、自ら、旋回しながらネックブリーカードロップでマットに叩きつける。相手の後頭部から首にダメージを与える技。
サンダーキス'86
ファンタズモが繰り出すコーナー最上段からのダイビング・ボディプレス。ジャンプと同時に体を反らせて両手で両足首を掴み、そのままの姿勢で相手に体を浴びせる。
スワントーン・ボムコンビネーションムーンサルトプレス
スタイルズ・クラッシュ
片翼の天使
上記2つはBULLET CLUBのリーダーだったAJスタイルズ、ケニー・オメガの必殺技（Vトリガーからの片翼の天使はオメガの必勝パターンとして用いられた）である。
サドンデス（疑惑の右足）
「突然死」を意味する、2021年より高頻度で使用しているスーパーキック。命中すれば一撃でピンフォールを取れる程の威力を持ち、ファンタズモ自身、同年1月にこの技でIWGPジュニアタッグ王座を戴冠した際に「プロレス界最強のキックだ」、「これで三沢（光晴）、川田（利明）、KENTA、柴田（勝頼）と並ぶ偉大なストライカーのリストにファンタズモの名前が加わった」と豪語したほどである。
しかし、受けた対戦相手からは靴の中に何らかの凶器を仕込んでいるのではないかと指摘されており、「疑惑の右足」とも呼ばれている。右足での踏みつけや腹部へのソバット・ニールキック等で相手が激しく悶絶する様子がよく見られ、攻撃の後にファンタズモが右足の靴を確認する仕草も見られる。本人は「自粛期間中にカナダの針葉樹林で鍛えたからだ」と述べており、試合後に靴を脱いで何も入っていない事を証明する時もあった。
疑惑が生じてから靴を取られることもあり、田口隆祐は普通の靴よりも明らかに重いとコメントし、エル・デスペラードは取った靴を手に装着してロコ・モノをファンタズモに決めた際自らもダメージを負っている。
この事から靴に何らかの仕掛けがある事はほぼ確実であったが、摘発には至っていなかった。しかし、2022年1月5日の東京ドーム大会のIWGPジュニアタッグ王座3WAYマッチの試合中に靴を脱がされ、鉛が入っていることが発覚し、失格となった。
これ以降は右脚の疑惑を取り沙汰されることは無くなり、凶器を用いずに技の使用を継続していると思われるが、以前のような一撃必殺の技とは言えずとも試合を決定付け得る強烈な一撃として依然愛用されている。

### 打撃技
エルボー
逆水平チョップ
エルボー・スタンプ
チョップ・スマッシュ
張り手
ナックルパンチ
延髄斬り
Vトリガー
ジャンピング・ニーバット
ビッグブーツ
バイシクル・キック
顔面ウォッシュ
相手をコーナーにもたれかかるようにダウンさせ、靴の側面で相手の顔をこする最後に自ら走り強烈なブーツを相手顔面に極める。挑発技。

### 投げ技
スープレックス
スーパープレックス
カナディアンデストロイヤー
通常盤、トップロープで仕掛けるバージョン、カウンターなどさまざまなバージョンを使用。
DDT
トルネードDDT
ジャンピング・カッター

### 飛び技
ムーンサルトプレス

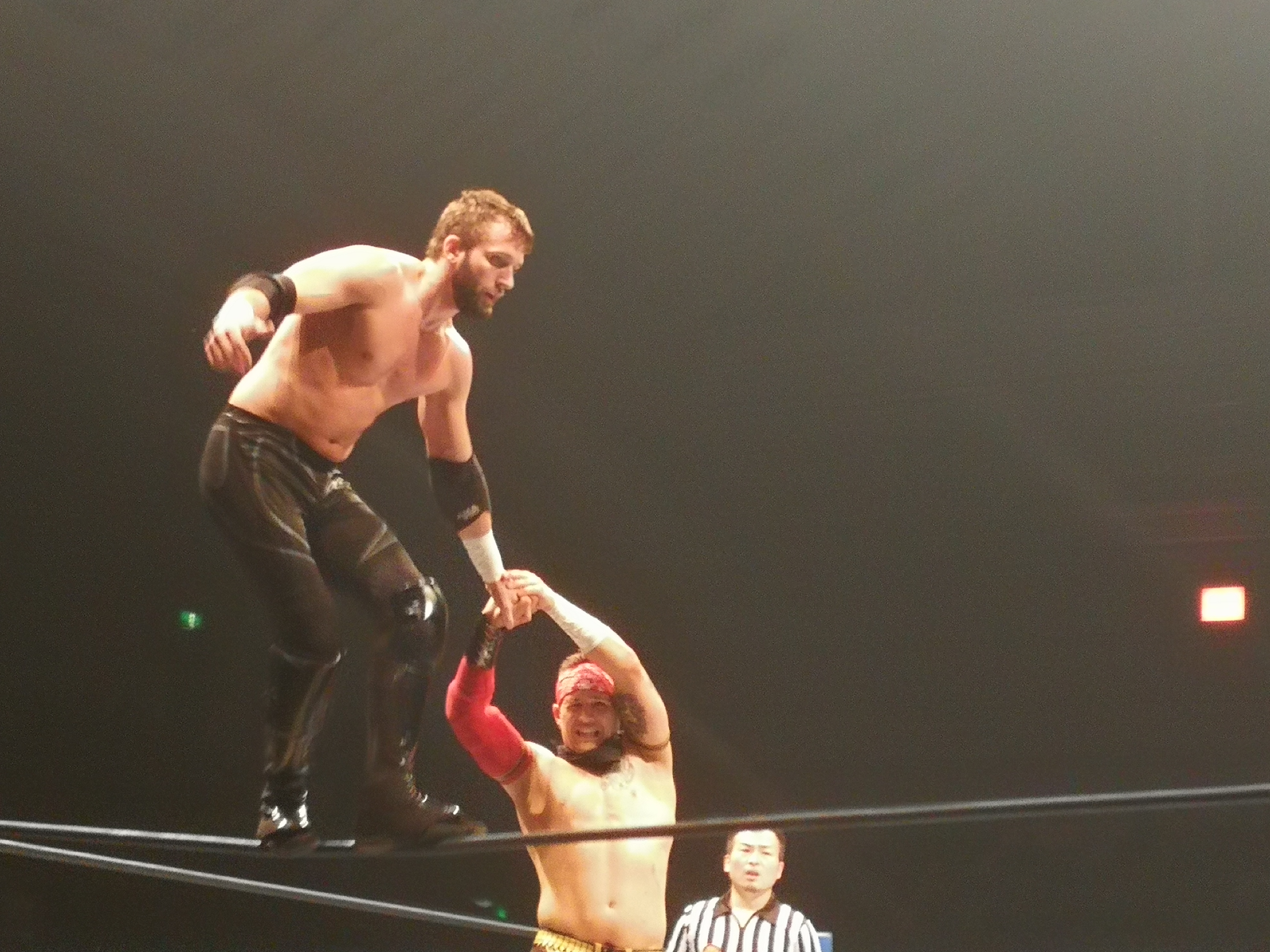
ロープウォーク・ラ・ケブラーダ
相手の腕をひねった状態でロープを歩き、その反動でラ・ケブラーダを行う。

### 反則技
引っ掻き
相手の背中や胸を引っ掻くムーヴ。コーナーからジャンプして何もせずに着地した後に相手の背中を引っ掻くムーヴや、パワーボムの体勢で相手を抱えて爪を立てながらゆっくりと引っ掻いていくムーヴが代表的である。
Tシャツや全身タイツのような上着を着ている相手には効かずに反撃されるが、Tシャツの場合は脱がせてから引っ掻く。
乳首つまみ
相手の乳首を両手でつまんで悶絶させる。引っ掻きの効かない上着を着ている相手にも上着越しにつまんで悶絶させる。レフェリーに目撃された場合は反則カウントを取られる。
股間の踏みつけ
コーナーに相手を宙吊り状態で固定し、対角コーナから助走して追撃すると見せかけて何もせずにセカンドロープに登り、相手の股間を繰り返し踏みつける。助走から実際にスライディングキックで追撃してから改めて踏みつけを行うパターンや、助走を省略して直接ロープに登るパターンも見られる。タッグマッチではパートナーと2人掛かりで踏みつける。
あからさまな反則ムーヴなので、レフェリーからは反則カウントを取られると共に観客からは大ブーイングを受けるのがお約束である。
急所攻撃
片膝立ちの姿勢で相手の股間にストレートパンチを放つ。主に試合終盤のレフェリーが見ていない状況の時に使用する。ファウルカップ（急所保護具）で対策されて自分がダメージを受けたケースもある。

## タイトル歴
新日本プロレス
- NJPW WORLD認定TV王座（第7代、第9代）
- IWGPジュニアタッグ王座（第60代、第63代、第66代）（パートナーは石森太二）[26]
- IWGPタッグ王座（第100代）（パートナーはヒクレオ）[22]
- STRONG無差別級タッグ王座（第6代、第8代）（パートナーはヒクレオ）[27]
- SUPER J-CUP優勝（2019年、2020年）[8]

RPW
- RPWブリティッシュクルーザー級王座（第19代）[26]
- ブリティッシュJカップ優勝（2018年）

NWA エクストリームカナディアンチャンピオンシップレスリング（Extreme Canadian Championship Wrestling）
- ECCWチャンピオンシップ ：3回（第50代、58代、62代）[28]
- ECCWタッグチームチャンピオンシップ ：1回[29]
- パシフィックカップトーナメント優勝（2009）
- モストポピュラーレスラーオブ・ザ・イヤーアワード受賞（2008）[30]
- レスラーオブ・ザ・イヤーアワード受賞（2008）[30]